# دهستان بهمئی سرحدی غربی
بهمئی سرحدی غربی، دهستانی از توابع بخش دیشموک شهرستان کهگیلویه در استان کهگیلویه و بویراحمد ایران است که مرکز آن روستای اسفندان می‌باشد . مردم این دهستان از ایل بزرگ بهمئی بوده و  بیش از ۹۰ درصد آن‌ها از طوایف عالی محمدی و علاءالدینی می‌باشند.

## جمعیت
بر اساس سرشماری سال ۱۳۸۵ جمعیت آن ۷٬۵۳۹ نفر (۱٬۳۶۰ خانوار) بوده‌است.

آبادی های بهمئي سرحدئ غربي  
تنگ  كوشك  ،  درغك ،   دهنودرغك ،   رستم زماني  ،  شه ولي  ،  كوشك تلخ درغك  ،  پاطاوه رودسمه ،   پاي پررودسمه ،   چل گاوخوسي رودسمه  ،  حياطي  ،  دره نرزينه  ،  دلي  ،  ده تل ،   ده قندي  ،  رودسمه   ، سربيشه سفلي ،   سرپر  ،  سرتل مله گهر  ،  سرسررودسمه  ،  سرهنگ  ،  شهسواري ،   گودبند ،   نرميرزاعلي رودسمه  ،  اسفندان  ،  دم رودايوك دارخياري   ، دره شيرين ،   رودايوك دارخياري ،   سردوسفلي ،   سردوعليا  ،  كنده كوه سردو  ،  مازه فرج اسفندان  